# Émetteur d'Ingoy

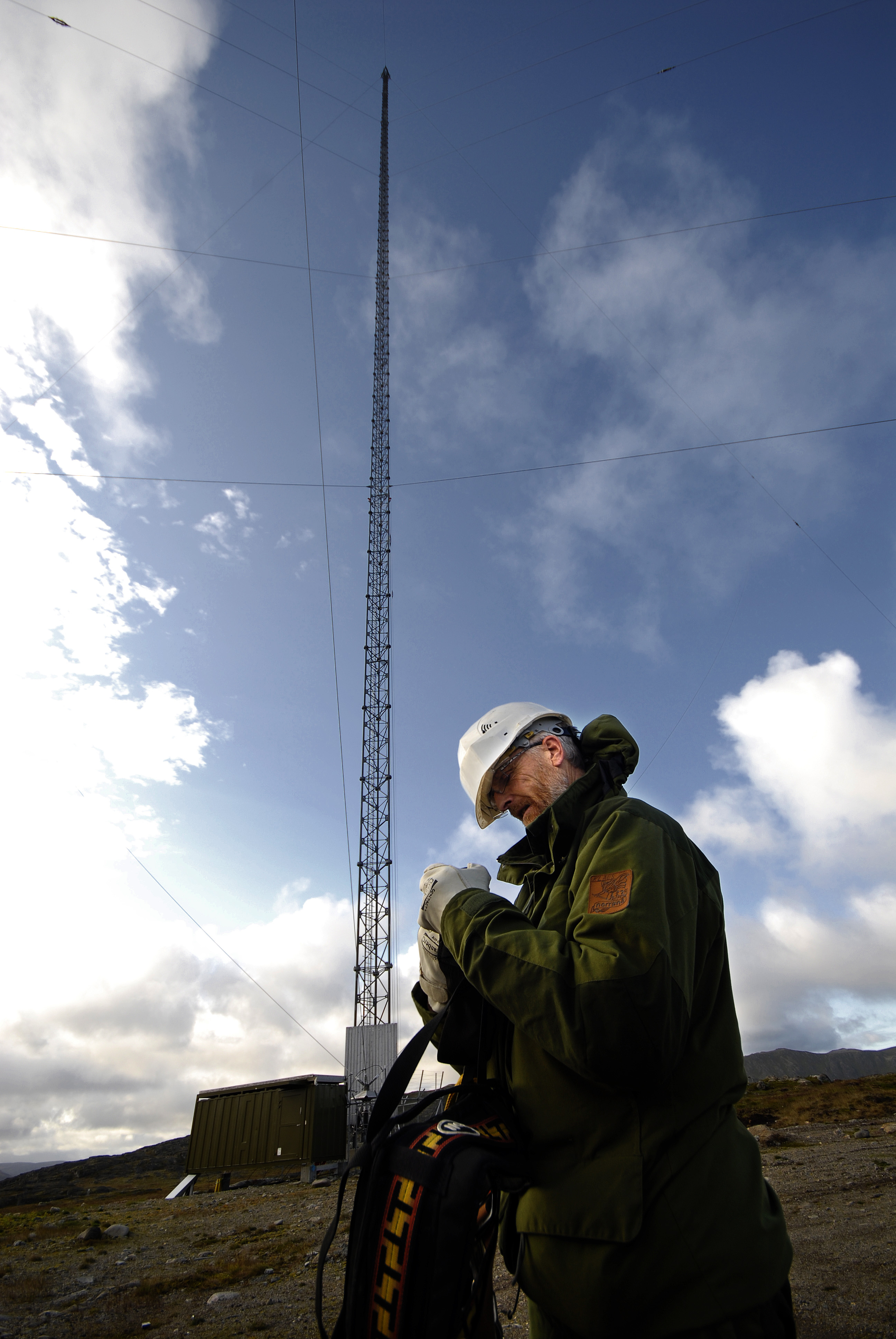
Un émetteur d'Ingøy

L'émetteur d'Ingøy (Ingøy kringkaster) est un émetteur basse fréquence de la Compagnie norvégienne de radiodiffusion pour la fréquence 153 kilohertz avec une puissance de 100 kilowatts. Il est situé sur l'île d'Ingøya, dans le comté de Finnmark, au nord de la Norvège. Il est entré en service en 2000 et a été arrêté en décembre 2019. Il utilisait comme antenne un mât haubané en cadre d'acier de 362 mètres de haut qui est la plus haute structure de Norvège.
L'émetteur diffusait le programme P1 et P2 de la NRK, désormais un émetteur moyenne fréquence assure l'émission pour les iles Svalbard sur 1485 kHz avec une puissance réduite à 1 kW.